# Jablonec nad Jizerou
Jablonec nad Jizerou (in tedesco Jablonetz an der Iser) è una città della Repubblica Ceca facente parte del distretto di Semily, nella regione di Liberec.